# Molophilus brumby
Molophilus brumby är en tvåvingeart som beskrevs av Günther Theischinger 1988. Molophilus brumby ingår i släktet Molophilus, och familjen småharkrankar. Inga underarter finns listade i Catalogue of Life.